# Grb Karlovca
Grb grada Karlovca je povijesni grb slobodnog i kraljevskog grada Karlovca. Ovalni štit grada je vodoravnom crtom podijeljen na dva jednaka dijela. Gornji dio razdijeljen je okomitom crtom na dva polja: lijevo je ispunjeno bijelim i crvenim kvadratima povijesnog grba Hrvatskog kraljevstva, a na desnoj su nacrtana dva prekrižena srebrena sidra na crvenoj podlozi. Na donjoj polovici, koja je modre boje, lik je utvrđenog grada Karlovca s njegovim bedemima, crkvama i drugim zgradama, a optiču ga dvije rijeke. U lijevom gornjem uglu polja sja zlatno sunce u spodobi punog čovječjeg lica, a u desnom mladi, srebreni mjesec. U sredini ovog velikog grba nalazi se mali poprsni zlatni grb s inicijalima Josipa II. Nad čitavim grbom stoji zlatna pučka kruna. S lijeve i desne strane plašt štita pridržavaju dvije sirene. Repovi sirena prate izduženi donji dio štita. Obje sirene slobodnom rukom dodiruju svoje zlatne pramenove.